# 厦门大学马来西亚分校

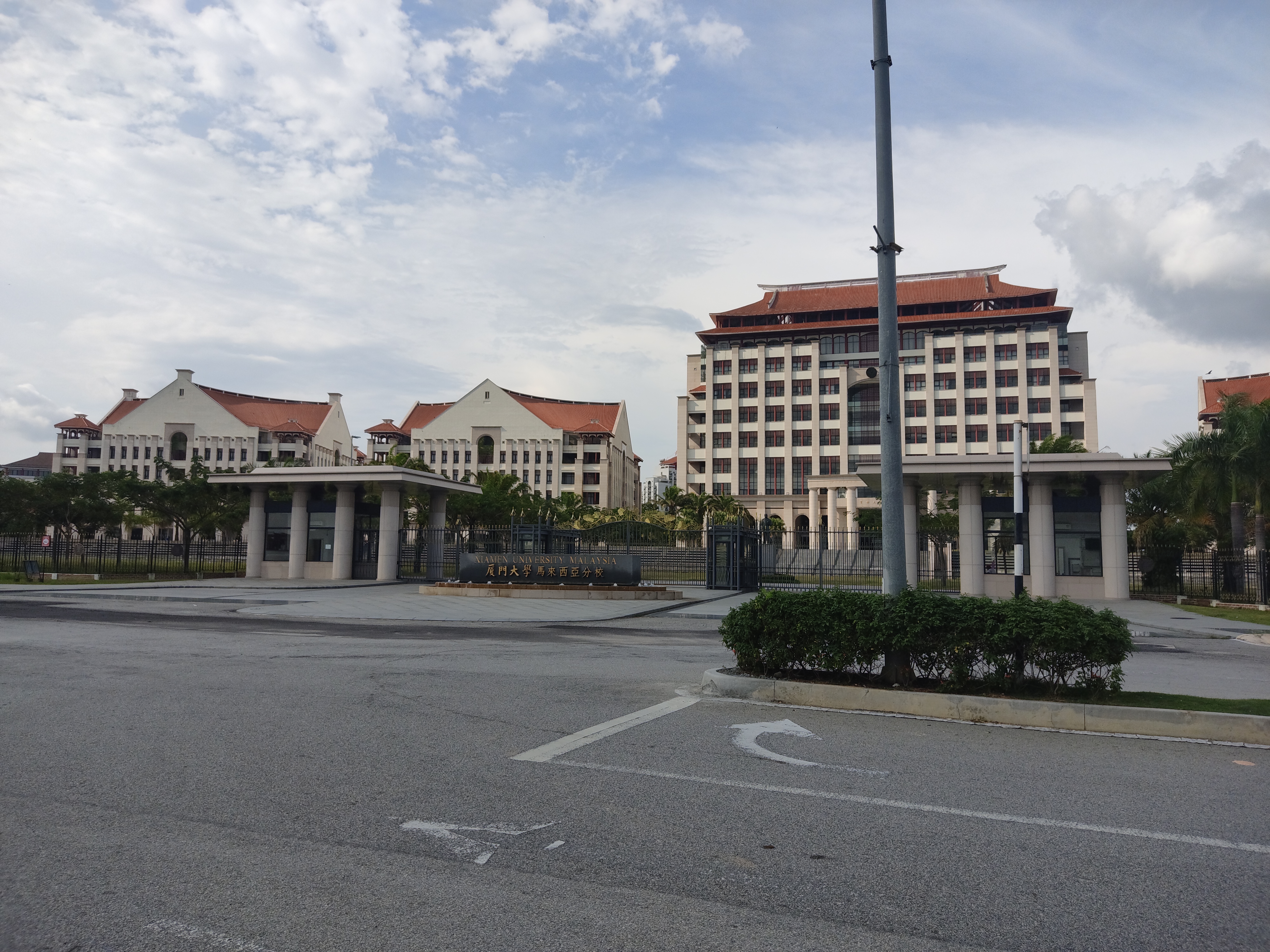
厦门大学马来西亚分校

厦门大学马来西亚分校（英語：Xiamen University Malaysia，缩写为XMUM），简称厦大马校，是一所受马来西亚政府邀请于2016年在马来西亚雪兰莪州雪邦县沙叻丁宜正式办学的大学分校，为第二所在東南亞设立的中国公立大学分校（第一所為老撾蘇州大學）。分校除了汉语言文学和中医学专业采用中英文教学外，其他专业均采用英语教学。

## 中国招生
中国大陆地区的学生目前仅可通过高考的方式于9月份入学，而港澳台的学生可以与马来西亚当地学生一同于2月、4月和9月入学。分校对中国大陆地区的学生的招生计划纳入厦门大学招生计划，并在各招生地的本科一批录取。
在2016年，首批招生地区包括河北、江苏、浙江、福建、江西、山东、河南、湖北、湖南、广东、广西、四川、贵州、云南等14个省区，招生各专业对考生高考外语语种无要求。
2017年，招生地区包括河北、江苏、浙江、福建、江西、山东、河南、湖北、湖南、广东、广西、四川、贵州、云南、陕西、甘肃、宁夏、青海、海南、辽宁等二十个省区，招生各专业仅限招高考外语语种为英语的考生。除汉语言文学与中医学专业为中英双语教学，其余专业均为全英文教学，各专业仅限招高考外语语种为英语的考生，考生英语分数需达到该科满分的76.66%。
中国学生需在入學前达到所学专业要求的雅思水平，方可获得毕业证与学位证。雅思考试费用自费，为845令吉每人每次，每年四月和十月的雅思考试的考场均有设在校内。
| 理工类           | 理工类   | 艺术与商业类 | 艺术与商业类 |
| 专业             | 雅思成绩 | 专业         | 雅思成绩     |
| ---------------- | -------- | ------------ | ------------ |
| 化学工程与工艺   | 5        | 广告学       | 5            |
| 电子信息工程     | 5        | 汉语言文学   | 5            |
| 新能源科学与工程 | 5        | 新闻学       | 5            |
| 海洋生物技术     | 5        | 会计学       | 5.5          |
| 海洋环境化学     | 5        | 国际商务     | 5.5          |
| 中医学           | 5        | 金融学       | 6            |
| 数学与应用数学   | 5        | 英语语言文学 | 6            |
| 物理学           | 5        |              |              |
| 数字媒体技术     | 5        |              |              |
| 计算机科学与技术 | 5        |              |              |
| 软件工程         | 5        |              |              |
| 人工智能         | 5        |              |              |

## 校园
分校位于首都吉隆坡西南45公里，距离吉隆坡国际机场约15公里，距离马来西亚行政中心布城约20公里，占地150英亩，总建筑面积计划为47万平方米。厦大马来西亚分校将分期建设，首期建筑面积26.64万平方米，可容纳学生规模为5000人，于2015年9月投入使用，2015年12月开始招生，2016年2月22日正式开课。预计到2020年，学生规模达到6000-8000名，最终规模为1万人。
二期工程于2017年9月9日正式开始，总投资为2.84亿令吉，总规模为11.1503万平方米，包括四栋高层学生公寓、一栋餐饮楼、一栋学术交流中心和一个水上表演中心，将于2019年4月全部竣工，工期19个月。二期工程首阶段包括一栋16层学生公寓和一栋餐饮楼将于2018年9月底投入使用（首阶段目前已经完成），届时校内将可容纳7500名学生。

## 学术

### 院系与师资
分校开设人文学院、医学院、经济学院、计算机学院、工学院等五个学院，包括预科、本科生、硕士、博士四个教育层次。本科招收汉语言文学、中医学、国际商务、会计、计算机、软件工程、电子工程、化学工程、海洋环境等专业。2016年厦大马校在中国大陆地区投放招生计划500个，其中170个投放在福建（占34%）。
厦门大学马来西亚分校的教师除了来自厦门大学的高水平教师之外，还有来自全球招聘的优秀教师，生师比例设定在15:1。

### 生源
其中，生源以来自马来西亚和中国的学生为主，兼有印度尼西亚等其他国家的学生。

### 教学
实施本科生导师制，注重教授为本科生上课。新生入学后为本科生配备导师，为学生提供思想、学业科研训练、创新创业等方面的指导。厦门大学要求教授、副教授承担本科专业课程，形成了名教授、名师给本科生上课的校园文化。

## 激励计划
厦门大学马来西亚分校提供了总额丰富的激励计划，吸引优秀学子就读。在入学奖学金和助学金中，仅可取金额最高项。

### 马来西亚学生

#### 入学奖学金[7]
| 入学资格考试 | 入学资格考试 | 成绩达到A的科目个数 | 成绩达到A的科目个数 | 成绩达到A的科目个数 | 成绩达到A的科目个数 | 成绩达到A的科目个数 | 成绩达到A的科目个数 | 成绩达到A的科目个数 | 成绩达到A的科目个数 | 成绩达到A的科目个数 | 成绩达到A的科目个数 |
| 入学资格考试 | 入学资格考试 | 1                   | 2                   | 3                   | 4                   | 5                   | 6                   | 7                   | 8                   | 9                   | ≥10                 |
| 预科         | SPM/O-Level  |                     |                     |                     | 15%                 | 30%                 | 45%                 | 60%                 | 75%                 | 90%                 | 100%                |
| 预科         | UEC          | 5%                  | 10%                 | 15%                 | 30%                 |                     |                     |                     |                     |                     |                     |
| 本科         | UEC          | 5%                  | 10%                 | 15%                 | 30%                 | 45%                 | 70%**               | 100%                |                     |                     |                     |
| 本科         | STPM/A Level | 25%                 | 50%                 | 75%**               | 100%                |                     |                     |                     |                     |                     |                     |

注：所选本科专业为理工类专业的申请者，在UEC中成绩达到A的科目个数为6，或STPM中成绩达到A的科目个数为3时，凭高中校长推荐信可得到全额奖学金。
| 学术成绩 | 学术成绩 | CGPA≥3.75 | 3.75>CGPA≥3.50 | 3.5>CGPA≥3.00 |
| 本科     | 预科     | 100%      | 50%            | 25%           |
| 本科     | 高中     | 100%      | 50%            | 25%           |

入学奖学金在该学年中的CGPA达到3.2，即可延续。

#### 助学金
有直系的兄弟姐妹先前就读的，减免15%的学费。教师子女就读的，减免10%的学费。

### 全体在校生

#### 学年成绩优秀奖
学年成绩优秀奖的评定资格是在校学生，无国籍限制，每学年年末评定一次，评定标准是该学年年末时的CGPA，其他突出事迹不在考虑范围之内。
在该学年年末时，CGPA的排名位于本专业的前3%，可获得4000令吉，位于本专业的前30%但前低于3%，可获得1500令吉。

### 国际学生

#### 早鸟计划[9]
除中国国籍与马来西亚国籍的学生，在指定日期前报名就读可享受1000令吉的折扣。

#### 助学金
满足条件的，可在第一学年获得学费30%的折扣。
|    | 国家/系统               | 最低要求                    |
| -- | ----------------------- | --------------------------- |
| 1  | 孟加拉国                | 4.00(SSC)/4.00(HSC)         |
| 2  | IGCSE/Cambridge/Edexcel | 6A(O level)/3A(A level)     |
| 3  | 印度                    | 80%(Class 10)/80%(Class 12) |
| 4  | 印度尼西亚              | 8.0 or 80 or 80%            |
| 5  | 日本                    | 80%                         |
| 6  | 尼泊尔                  | 80%                         |
| 7  | 巴基斯坦                | 80%(SSC)/80%(HSC)           |
| 8  | 巴布亚新几内亚          | 5A or 5 Distinctions        |
| 9  | 韩国                    | 80%                         |
| 10 | 斯里兰卡                | 6A(O level)/3A(A level)     |
| 11 | 泰国                    | 80%                         |
| 12 | 土库曼斯坦              | 4.00                        |
| 13 | 越南                    | 80%                         |
| 14 | WASSSCE                 | 6A1                         |

## 学校标志

### 校徽
校徽与厦门大学一致，其特定的内涵，简要说明如下：
1. 外圆圈内上方为繁体字“厦门大学”，下方是拉丁文的“厦门大学”； Amoie 即为闽南话的厦门。
2. 内圆圈内的三颗五角星图案代表中国旧哲学中的三才，即所称天然中之精神的、宇宙的、人类的三大原素；
3. 内圆圈的城及城门的图案为厦门之表记（大厦之门），并指学府门户大开；
4. 内圆圈的“止于至善”四字为本大学进行之目标，也就是陈嘉庚先生当年确立的厦门大学校训。

### 校训
校训为“自强不息，止于至善”。“自强不息”指自觉地积极向上、奋发图强、永不懈怠。最早见于《周易 乾》：“天行健，君子以自强不息”。“止于至善”指通过不懈的努力，以臻尽善尽美而后才停止，也就是说不达到十分完美的境界绝不停止自己的努力。语出《礼记 大学》：“大学之道，在明明德，在亲民，在止于至善”。

### 校庆
厦门大学的校庆日是每年的4月6日，是日全校停课半天。

## 校历
厦门大学马来西亚分校的校历分本科生、四月预科生与八月预科生三个版本。对于本科生，每学年有两个长学期与一个短学期，短学期安排在春节之后。
假期参照雪兰莪州的公共假日安排，因课时安排等原因假期内所未上的课程需另找时间补上。

## 评分系统
在2017年9月之前，采用与本部一致的评分系统。
| 等级 | 成绩     | 绩点 |
| A    | 90 - 100 | 4.0  |
| A-   | 85 - 89  | 3.7  |
| B+   | 81 - 84  | 3.3  |
| B    | 78 - 80  | 3.0  |
| B-   | 75 - 77  | 2.7  |
| C+   | 72 - 74  | 2.3  |
| C    | 68 - 71  | 2.0  |
| C-   | 64 - 67  | 1.7  |
| D    | 60 - 63  | 1.0  |
| F    | 0-59     | 0.0  |

在2017年9月之后，采用与本部不一致的评分系统。
| 等级 | 成绩     | 绩点 |
| A    | 85 - 100 | 4.0  |
| A-   | 80 - 84  | 3.7  |
| B+   | 75 - 79  | 3.3  |
| B    | 70 - 74  | 3.0  |
| B-   | 65 - 69  | 2.7  |
| C+   | 60 - 65  | 2.3  |
| C    | 55 - 60  | 2.0  |
| F    | 0-54     | 0.0  |

## 社会捐赠
2014年4月6日厦门大学举行建校93周年庆祝大会。学校举行了7场捐赠仪式，包括郭鹤年捐资马币1亿元令吉，用于厦门大学马来西亚校区主楼－图书馆大楼的建设；中国园林集团董事长尤钰涵捐资人民币5000万元，助力厦门大学马来西亚校区主楼群四号楼建设；马来西亚IOI集团执行主席李深静捐资马币3000万令吉，助力厦门大学马来西亚校区主楼群一号楼建设。
2015年厦门大学94周年校庆，收到校友和社会各界捐款共7000万余元。厦门绿地美职业有限公司捐款3000万元，华厦眼科医院集团有限公司捐赠2000万元，主要用于马来西亚分校建设。